# Corythalia latipes
Corythalia latipes är en spindelart som först beskrevs av Koch C.L. 1846.  Corythalia latipes ingår i släktet Corythalia och familjen hoppspindlar. Inga underarter finns listade i Catalogue of Life.